# Planigale novaeguineae
Planigale novaeguineae är en pungdjursart som beskrevs av George Henry Hamilton Tate och Richard Archbold 1941. Planigale novaeguineae ingår i släktet dvärgpungmöss och familjen rovpungdjur. IUCN kategoriserar arten globalt som livskraftig. Inga underarter finns listade.
Artens päls är huvudsakligen gråaktig vad som skiljer den från andra dvärgpungmöss som lever på Nya Guinea. Med sitt avplattat kranium har den bra förmåga att gömma sig i bergssprickor och mellan spruckna jordskivor.
Pungdjuret förekommer i södra Nya Guinea samt i ett avskilt område i östra Nya Guinea. Arten vistas i lågland i savanner och andra gräsmarker. Per kull föds en eller två ungar.
Artepitetet i det vetenskapliga namnet syftar på utbredningen i Nya Guinea.